# Bilchilde (fille de Rorgon Ier du Maine)
Pour les articles homonymes, voir Bilichilde.
L'Historia Inventionis Sanctii Baudelli signale que le prince Bernard de Gothie avait un oncle nommé Gauzlin qui avait été abbé, puis évêque. De cette mention a été déduite l'existence d'une fille du comte Rorgon Ier du Maine et de son épouse Bilchide qui aurait épousé le comte Bernard le Poitevin. La bulle d'excommunication fulminée par le pape Jean VIII contre Bernard de Gothie précise « Bernardum filium Bernardi et Belihildis ».
Elle a donc épousé le comte Bernard le Poitevin, (†844) et donna naissance à : 
- Bernard de Gothie († v.872), comte de Poitiers ;
- Émenon.

Un texte d'Abbon mentionne qu'Ebles, abbé de Saint-Denis, fils de Ramnulf Ier, était nepos de Gauzlin, fils du comte Rorgon Ier. Un autre texte, d'Adémar de Chabannes, précise que Ramnulf Ier était un cousin (consanguineus) de Raino II, comte d'Herbauges. Ce terme de consanguineus exclut a priori une parenté par alliance, qui est proposée par la première hypothèse. Plusieurs hypothèses furent émises pour expliquer cette parenté :
1. Ramnulf Ier de Poitiers a épousé une fille de Rorgon Ier et de Bilichilde ; soit Bilichilde, veuve de Bernard, soit une autre sœur anonyme ;
2. La mère de Ramnulf Ier est une fille de Rorgon Ier et de Rotrude, la chronologie s'opposant à ce que Ramnulf soit petit-fils de Bilichilde.

Les deux hypothèses s'excluent : Ramnulf Ier n'aurait pas pu épouser la demi-sœur de sa mère. Le texte d'Adémar de Chabannes a tendance à dire que c'est Ramnulf qui est cousin et non son épouse, ce qui privilégie la seconde hypothèse.
En tout cas, la femme de Ramnulf Ier, quelle qu'elle soit, fut la mère de :
- Gauzbert († 893) ; ce prénom atteste une parenté avec les rorgonides ;
- Ramnulf II de Poitiers ( † 890), comte de Poitiers et duc d'Aquitaine ;
- Ebles († 2 octobre 892), abbé de Saint-Denis.

## Hypothèse 1
|                                                      |                                                      |                                                      |                                                      |                                                      |                                                      | Rotrude | Rotrude | Rotrude | Rotrude | Rotrude | Rotrude |            |            |            |            |                              |                              | Rorgon Ier comte du Maine    | Rorgon Ier comte du Maine    | Rorgon Ier comte du Maine    | Rorgon Ier comte du Maine    | Rorgon Ier comte du Maine | Rorgon Ier comte du Maine |                                            |                                            |                                            |                                            |                                            |                                            | Bilichilde | Bilichilde | Bilichilde | Bilichilde | Bilichilde | Bilichilde |                         |                         |                         |                         |                         |                         |  |  |
|                                                      |                                                      |                                                      |                                                      |                                                      |                                                      | Rotrude | Rotrude | Rotrude | Rotrude | Rotrude | Rotrude |            |            |            |            |                              |                              | Rorgon Ier comte du Maine    | Rorgon Ier comte du Maine    | Rorgon Ier comte du Maine    | Rorgon Ier comte du Maine    | Rorgon Ier comte du Maine | Rorgon Ier comte du Maine |                                            |                                            |                                            |                                            |                                            |                                            | Bilichilde | Bilichilde | Bilichilde | Bilichilde | Bilichilde | Bilichilde |                         |                         |                         |                         |                         |                         |  |  |
|                                                      |                                                      |                                                      |                                                      |                                                      |                                                      |         |         |         |         |         |         |            |            |            |            |                              |                              |                              |                              |                              |                              |                           |                           |                                            |                                            |                                            |                                            |                                            |                                            |            |            |            |            |            |            |                         |                         |                         |                         |                         |                         |  |  |
|                                                      |                                                      |                                                      |                                                      |                                                      |                                                      |         |         |         |         |         |         |            |            |            |            |                              |                              |                              |                              |                              |                              |                           |                           |                                            |                                            |                                            |                                            |                                            |                                            |            |            |            |            |            |            |                         |                         |                         |                         |                         |                         |  |  |
| Bernard le Poitevin comte de Poitiers († 844)        | Bernard le Poitevin comte de Poitiers († 844)        | Bernard le Poitevin comte de Poitiers († 844)        | Bernard le Poitevin comte de Poitiers († 844)        | Bernard le Poitevin comte de Poitiers († 844)        | Bernard le Poitevin comte de Poitiers († 844)        |         |         |         |         |         |         | Bilichilde | Bilichilde | Bilichilde | Bilichilde | Bilichilde                   | Bilichilde                   |                              |                              |                              |                              |                           |                           | Ramnulf Ier comte de Poitiers († 866)      | Ramnulf Ier comte de Poitiers († 866)      | Ramnulf Ier comte de Poitiers († 866)      | Ramnulf Ier comte de Poitiers († 866)      | Ramnulf Ier comte de Poitiers († 866)      | Ramnulf Ier comte de Poitiers († 866)      |            |            |            |            |            |            | Gauzlin évêque de Paris | Gauzlin évêque de Paris | Gauzlin évêque de Paris | Gauzlin évêque de Paris | Gauzlin évêque de Paris | Gauzlin évêque de Paris |  |  |
| Bernard le Poitevin comte de Poitiers († 844)        | Bernard le Poitevin comte de Poitiers († 844)        | Bernard le Poitevin comte de Poitiers († 844)        | Bernard le Poitevin comte de Poitiers († 844)        | Bernard le Poitevin comte de Poitiers († 844)        | Bernard le Poitevin comte de Poitiers († 844)        |         |         |         |         |         |         | Bilichilde | Bilichilde | Bilichilde | Bilichilde | Bilichilde                   | Bilichilde                   |                              |                              |                              |                              |                           |                           | Ramnulf Ier comte de Poitiers († 866)      | Ramnulf Ier comte de Poitiers († 866)      | Ramnulf Ier comte de Poitiers († 866)      | Ramnulf Ier comte de Poitiers († 866)      | Ramnulf Ier comte de Poitiers († 866)      | Ramnulf Ier comte de Poitiers († 866)      |            |            |            |            |            |            | Gauzlin évêque de Paris | Gauzlin évêque de Paris | Gauzlin évêque de Paris | Gauzlin évêque de Paris | Gauzlin évêque de Paris | Gauzlin évêque de Paris |  |  |
|                                                      |                                                      |                                                      |                                                      |                                                      |                                                      |         |         |         |         |         |         |            |            |            |            |                              |                              |                              |                              |                              |                              |                           |                           |                                            |                                            |                                            |                                            |                                            |                                            |            |            |            |            |            |            |                         |                         |                         |                         |                         |                         |  |  |
|                                                      |                                                      |                                                      |                                                      |                                                      |                                                      |         |         |         |         |         |         |            |            |            |            |                              |                              |                              |                              |                              |                              |                           |                           |                                            |                                            |                                            |                                            |                                            |                                            |            |            |            |            |            |            |                         |                         |                         |                         |                         |                         |  |  |
| Bernard de Gothie comte de Poitiers neveu de Gauzlin | Bernard de Gothie comte de Poitiers neveu de Gauzlin | Bernard de Gothie comte de Poitiers neveu de Gauzlin | Bernard de Gothie comte de Poitiers neveu de Gauzlin | Bernard de Gothie comte de Poitiers neveu de Gauzlin | Bernard de Gothie comte de Poitiers neveu de Gauzlin |         |         | Émenon  | Émenon  | Émenon  | Émenon  | Émenon     | Émenon     |            |            | Ramnulf II comte de Poitiers | Ramnulf II comte de Poitiers | Ramnulf II comte de Poitiers | Ramnulf II comte de Poitiers | Ramnulf II comte de Poitiers | Ramnulf II comte de Poitiers |                           |                           | Ebles abbé de Saint-Denis neveu de Gauzlin | Ebles abbé de Saint-Denis neveu de Gauzlin | Ebles abbé de Saint-Denis neveu de Gauzlin | Ebles abbé de Saint-Denis neveu de Gauzlin | Ebles abbé de Saint-Denis neveu de Gauzlin | Ebles abbé de Saint-Denis neveu de Gauzlin |            |            |            |            |            |            |                         |                         |                         |                         |                         |                         |  |  |

## Hypothèse 2
|                                 |                                 |                                 |                                 |                                 |                                 |  |  |                                                                |                                                                |                                                                |                                                                |                                                                |                                                                |  |  |                                            |                                            |                                            |                                            |                                            |                                            |  |  |                           |                           |                           |                           |                           |                           |  |  |  |  |  |  |                                                      |                                                      |                                                      |                                                      |                                                      |                                                      |  |  |  |  |  |  |                                                  |                                                  |                                                  |                                                  |                                                  |                                                  |  |  |                                   |                                   |                                   |                                   |                                   |                                   |  |  |
|                                 |                                 |                                 |                                 |                                 |                                 |  |  |                                                                |                                                                |                                                                |                                                                |                                                                |                                                                |  |  |                                            |                                            |                                            |                                            |                                            |                                            |  |  |                           |                           |                           |                           |                           |                           |  |  |  |  |  |  |                                                      |                                                      |                                                      |                                                      |                                                      |                                                      |  |  |  |  |  |  |                                                  |                                                  |                                                  |                                                  |                                                  |                                                  |  |  |                                   |                                   |                                   |                                   |                                   |                                   |  |  |
|                                 |                                 |                                 |                                 |                                 |                                 |  |  | Rotrude                                                        | Rotrude                                                        | Rotrude                                                        | Rotrude                                                        | Rotrude                                                        | Rotrude                                                        |  |  |                                            |                                            |                                            |                                            |                                            |                                            |  |  | Rorgon Ier comte du Maine | Rorgon Ier comte du Maine | Rorgon Ier comte du Maine | Rorgon Ier comte du Maine | Rorgon Ier comte du Maine | Rorgon Ier comte du Maine |  |  |  |  |  |  | Bilichilde                                           | Bilichilde                                           | Bilichilde                                           | Bilichilde                                           | Bilichilde                                           | Bilichilde                                           |  |  |  |  |  |  | Bernard Ier comte de Poitiers                    | Bernard Ier comte de Poitiers                    | Bernard Ier comte de Poitiers                    | Bernard Ier comte de Poitiers                    | Bernard Ier comte de Poitiers                    | Bernard Ier comte de Poitiers                    |  |  | Hervé                             | Hervé                             | Hervé                             | Hervé                             | Hervé                             | Hervé                             |  |  |
|                                 |                                 |                                 |                                 |                                 |                                 |  |  | Rotrude                                                        | Rotrude                                                        | Rotrude                                                        | Rotrude                                                        | Rotrude                                                        | Rotrude                                                        |  |  |                                            |                                            |                                            |                                            |                                            |                                            |  |  | Rorgon Ier comte du Maine | Rorgon Ier comte du Maine | Rorgon Ier comte du Maine | Rorgon Ier comte du Maine | Rorgon Ier comte du Maine | Rorgon Ier comte du Maine |  |  |  |  |  |  | Bilichilde                                           | Bilichilde                                           | Bilichilde                                           | Bilichilde                                           | Bilichilde                                           | Bilichilde                                           |  |  |  |  |  |  | Bernard Ier comte de Poitiers                    | Bernard Ier comte de Poitiers                    | Bernard Ier comte de Poitiers                    | Bernard Ier comte de Poitiers                    | Bernard Ier comte de Poitiers                    | Bernard Ier comte de Poitiers                    |  |  | Hervé                             | Hervé                             | Hervé                             | Hervé                             | Hervé                             | Hervé                             |  |  |
|                                 |                                 |                                 |                                 |                                 |                                 |  |  |                                                                |                                                                |                                                                |                                                                |                                                                |                                                                |  |  |                                            |                                            |                                            |                                            |                                            |                                            |  |  |                           |                           |                           |                           |                           |                           |  |  |  |  |  |  |                                                      |                                                      |                                                      |                                                      |                                                      |                                                      |  |  |  |  |  |  |                                                  |                                                  |                                                  |                                                  |                                                  |                                                  |  |  |                                   |                                   |                                   |                                   |                                   |                                   |  |  |
|                                 |                                 |                                 |                                 |                                 |                                 |  |  |                                                                |                                                                |                                                                |                                                                |                                                                |                                                                |  |  |                                            |                                            |                                            |                                            |                                            |                                            |  |  |                           |                           |                           |                           |                           |                           |  |  |  |  |  |  |                                                      |                                                      |                                                      |                                                      |                                                      |                                                      |  |  |  |  |  |  |                                                  |                                                  |                                                  |                                                  |                                                  |                                                  |  |  |                                   |                                   |                                   |                                   |                                   |                                   |  |  |
| Gérard comte d'Auvergne († 841) | Gérard comte d'Auvergne († 841) | Gérard comte d'Auvergne († 841) | Gérard comte d'Auvergne († 841) | Gérard comte d'Auvergne († 841) | Gérard comte d'Auvergne († 841) |  |  |                                                                |                                                                |                                                                |                                                                |                                                                |                                                                |  |  | (Adaltrude)                                | (Adaltrude)                                | (Adaltrude)                                | (Adaltrude)                                | (Adaltrude)                                | (Adaltrude)                                |  |  | Gauzlin évêque de Paris   | Gauzlin évêque de Paris   | Gauzlin évêque de Paris   | Gauzlin évêque de Paris   | Gauzlin évêque de Paris   | Gauzlin évêque de Paris   |  |  |  |  |  |  | Bilichilde                                           | Bilichilde                                           | Bilichilde                                           | Bilichilde                                           | Bilichilde                                           | Bilichilde                                           |  |  |  |  |  |  | Bernard II le Poitevin comte de Poitiers († 844) | Bernard II le Poitevin comte de Poitiers († 844) | Bernard II le Poitevin comte de Poitiers († 844) | Bernard II le Poitevin comte de Poitiers († 844) | Bernard II le Poitevin comte de Poitiers († 844) | Bernard II le Poitevin comte de Poitiers († 844) |  |  | Raino Ier († 844) cte d'Herbauges | Raino Ier († 844) cte d'Herbauges | Raino Ier († 844) cte d'Herbauges | Raino Ier († 844) cte d'Herbauges | Raino Ier († 844) cte d'Herbauges | Raino Ier († 844) cte d'Herbauges |  |  |
| Gérard comte d'Auvergne († 841) | Gérard comte d'Auvergne († 841) | Gérard comte d'Auvergne († 841) | Gérard comte d'Auvergne († 841) | Gérard comte d'Auvergne († 841) | Gérard comte d'Auvergne († 841) |  |  |                                                                |                                                                |                                                                |                                                                |                                                                |                                                                |  |  | (Adaltrude)                                | (Adaltrude)                                | (Adaltrude)                                | (Adaltrude)                                | (Adaltrude)                                | (Adaltrude)                                |  |  | Gauzlin évêque de Paris   | Gauzlin évêque de Paris   | Gauzlin évêque de Paris   | Gauzlin évêque de Paris   | Gauzlin évêque de Paris   | Gauzlin évêque de Paris   |  |  |  |  |  |  | Bilichilde                                           | Bilichilde                                           | Bilichilde                                           | Bilichilde                                           | Bilichilde                                           | Bilichilde                                           |  |  |  |  |  |  | Bernard II le Poitevin comte de Poitiers († 844) | Bernard II le Poitevin comte de Poitiers († 844) | Bernard II le Poitevin comte de Poitiers († 844) | Bernard II le Poitevin comte de Poitiers († 844) | Bernard II le Poitevin comte de Poitiers († 844) | Bernard II le Poitevin comte de Poitiers († 844) |  |  | Raino Ier († 844) cte d'Herbauges | Raino Ier († 844) cte d'Herbauges | Raino Ier († 844) cte d'Herbauges | Raino Ier († 844) cte d'Herbauges | Raino Ier († 844) cte d'Herbauges | Raino Ier († 844) cte d'Herbauges |  |  |
|                                 |                                 |                                 |                                 |                                 |                                 |  |  |                                                                |                                                                |                                                                |                                                                |                                                                |                                                                |  |  |                                            |                                            |                                            |                                            |                                            |                                            |  |  |                           |                           |                           |                           |                           |                           |  |  |  |  |  |  |                                                      |                                                      |                                                      |                                                      |                                                      |                                                      |  |  |  |  |  |  |                                                  |                                                  |                                                  |                                                  |                                                  |                                                  |  |  |                                   |                                   |                                   |                                   |                                   |                                   |  |  |
|                                 |                                 |                                 |                                 |                                 |                                 |  |  |                                                                |                                                                |                                                                |                                                                |                                                                |                                                                |  |  |                                            |                                            |                                            |                                            |                                            |                                            |  |  |                           |                           |                           |                           |                           |                           |  |  |  |  |  |  |                                                      |                                                      |                                                      |                                                      |                                                      |                                                      |  |  |  |  |  |  |                                                  |                                                  |                                                  |                                                  |                                                  |                                                  |  |  |                                   |                                   |                                   |                                   |                                   |                                   |  |  |
|                                 |                                 |                                 |                                 |                                 |                                 |  |  | Ramnulf Ier comte de Poitiers († 866) consaguineus de Raino II | Ramnulf Ier comte de Poitiers († 866) consaguineus de Raino II | Ramnulf Ier comte de Poitiers († 866) consaguineus de Raino II | Ramnulf Ier comte de Poitiers († 866) consaguineus de Raino II | Ramnulf Ier comte de Poitiers († 866) consaguineus de Raino II | Ramnulf Ier comte de Poitiers († 866) consaguineus de Raino II |  |  |                                            |                                            |                                            |                                            |                                            |                                            |  |  |                           |                           |                           |                           |                           |                           |  |  |  |  |  |  | Bernard de Gothie comte de Poitiers neveu de Gauzlin | Bernard de Gothie comte de Poitiers neveu de Gauzlin | Bernard de Gothie comte de Poitiers neveu de Gauzlin | Bernard de Gothie comte de Poitiers neveu de Gauzlin | Bernard de Gothie comte de Poitiers neveu de Gauzlin | Bernard de Gothie comte de Poitiers neveu de Gauzlin |  |  |  |  |  |  | Émenon                                           | Émenon                                           | Émenon                                           | Émenon                                           | Émenon                                           | Émenon                                           |  |  | Raino II († 885) cte d'Herbauges  | Raino II († 885) cte d'Herbauges  | Raino II († 885) cte d'Herbauges  | Raino II († 885) cte d'Herbauges  | Raino II († 885) cte d'Herbauges  | Raino II († 885) cte d'Herbauges  |  |  |
|                                 |                                 |                                 |                                 |                                 |                                 |  |  | Ramnulf Ier comte de Poitiers († 866) consaguineus de Raino II | Ramnulf Ier comte de Poitiers († 866) consaguineus de Raino II | Ramnulf Ier comte de Poitiers († 866) consaguineus de Raino II | Ramnulf Ier comte de Poitiers († 866) consaguineus de Raino II | Ramnulf Ier comte de Poitiers († 866) consaguineus de Raino II | Ramnulf Ier comte de Poitiers († 866) consaguineus de Raino II |  |  |                                            |                                            |                                            |                                            |                                            |                                            |  |  |                           |                           |                           |                           |                           |                           |  |  |  |  |  |  | Bernard de Gothie comte de Poitiers neveu de Gauzlin | Bernard de Gothie comte de Poitiers neveu de Gauzlin | Bernard de Gothie comte de Poitiers neveu de Gauzlin | Bernard de Gothie comte de Poitiers neveu de Gauzlin | Bernard de Gothie comte de Poitiers neveu de Gauzlin | Bernard de Gothie comte de Poitiers neveu de Gauzlin |  |  |  |  |  |  | Émenon                                           | Émenon                                           | Émenon                                           | Émenon                                           | Émenon                                           | Émenon                                           |  |  | Raino II († 885) cte d'Herbauges  | Raino II († 885) cte d'Herbauges  | Raino II († 885) cte d'Herbauges  | Raino II († 885) cte d'Herbauges  | Raino II († 885) cte d'Herbauges  | Raino II († 885) cte d'Herbauges  |  |  |
|                                 |                                 |                                 |                                 |                                 |                                 |  |  |                                                                |                                                                |                                                                |                                                                |                                                                |                                                                |  |  |                                            |                                            |                                            |                                            |                                            |                                            |  |  |                           |                           |                           |                           |                           |                           |  |  |  |  |  |  |                                                      |                                                      |                                                      |                                                      |                                                      |                                                      |  |  |  |  |  |  |                                                  |                                                  |                                                  |                                                  |                                                  |                                                  |  |  |                                   |                                   |                                   |                                   |                                   |                                   |  |  |
| Ramnulf II comte de Poitiers    | Ramnulf II comte de Poitiers    | Ramnulf II comte de Poitiers    | Ramnulf II comte de Poitiers    | Ramnulf II comte de Poitiers    | Ramnulf II comte de Poitiers    |  |  |                                                                |                                                                |                                                                |                                                                |                                                                |                                                                |  |  | Ebles abbé de Saint-Denis neveu de Gauzlin | Ebles abbé de Saint-Denis neveu de Gauzlin | Ebles abbé de Saint-Denis neveu de Gauzlin | Ebles abbé de Saint-Denis neveu de Gauzlin | Ebles abbé de Saint-Denis neveu de Gauzlin | Ebles abbé de Saint-Denis neveu de Gauzlin |  |  |                           |                           |                           |                           |                           |                           |  |  |  |  |  |  |                                                      |                                                      |                                                      |                                                      |                                                      |                                                      |  |  |  |  |  |  |                                                  |                                                  |                                                  |                                                  |                                                  |                                                  |  |  |                                   |                                   |                                   |                                   |                                   |                                   |  |  |

## Sources
- hypothèse 1 : Fondation for Medieval Genealogy : comtes du Maine.
- hypothèse 2 : Christian Settipani, « Les origines des comtes de Nevers », dans Onomastique et Parenté dans l'Occident médiéval, Oxford, Linacre College, Unit for Prosopographical Research, coll. « Prosopographica et Genealogica / 3 », 2000, 310 p. (ISBN 1-900934-01-9), p. 85-112.